# Chakhmāqdarreh
Chakhmāqdarreh (persiska: چَقماق دَرِّه, چَخماغ دَرِه, چخماقدرّه, چَخمَك دَرِّه, چَقماق دَرِه, Chaqmāq Darreh) är en ort i Iran.   Den ligger i provinsen Kurdistan, i den nordvästra delen av landet, 400 km väster om huvudstaden Teheran. Chakhmāqdarreh ligger 2 048 meter över havet och antalet invånare är 268.
Terrängen runt Chakhmāqdarreh är kuperad åt sydväst, men åt nordost är den platt. Runt Chakhmāqdarreh är det ganska tätbefolkat, med 58 invånare per kvadratkilometer. Närmaste större samhälle är Dehgolān, 15,2 km öster om Chakhmāqdarreh. Trakten runt Chakhmāqdarreh består till största delen av jordbruksmark.